# الدحة
الدحيّة أو الدحة كما يطلق عليها أهل شبه الجزيرة العربية هي رقصة بدوية تُمارس في الأردن ومنطقة النقب من فلسطين وشمال المملكة العربية السعودية وبعض دول الخليج وبوادي سوريا والعراق وحوران وشبه جزيرة سيناء في مصر . كانت تمارس الدحية قديما قبل الحروب لإثارة الحماسة بين أفراد القبيلة، وعند نهاية المعارك قديما يصفون بها المعركة وما دار بها من بطولات وأفعال أما الآن فهي تمارس في مناسبات الأعراس والأعياد وغيرها من الاحتفالات، وتجمع بين فن الشعر والرقص والأهازيج.

## النشأة
تعود نشأة هذه الرقصة إلى قصة متداولة «أن هناك قافلة من قوافل الحجاج كانوا قلة وشاهدوا لصوصاً يراقبونهم وهم نائمون بالليل وأوجسوا منهم خيفة، واتفقوا أن يقوموا بالتصفيق وإصدار أصوات كهدير الجمال لكي يعرف الحنشل أنهم كثيرون فيخشوهم. وفعلاً نجحوا في طرد اللصوص بهذه الطريقة ثم انتشرت الدحة كرقصة شعبية، أما من يربطها بمعركة ذي قار فهو على وهم لأن معركة ذي قار مشروحة كل تفاصيلها بكتب التاريخ ولم يرد خبر عن الدحة».
وأمّا بخصوص ربط الدحة بذي قار فقد أوضح الباحث التاريخي في الأنساب عبد الله بن عبار العنزي أنّ ربط «رقصة الدحة» بمعركة ذي قار رواية شعبية لم يثبت صحتها، وانتشرت في هذا العصر ورسخت في أذهان العوام وهي «لا علاقة لها بالمعركة بتاتاً»، وأضاف: «الدحة مجرد لعبة ليس لها أي تاريخ وهي مثل القلطة والعرضة والدبكة، وليست مختصرة على قبيلة معينة بل تلعبها جميع قبائل الشمال في الأردن وفلسطين».

## الأداء
تؤدى الدحية بشكل جماعي. يصطف الرجال بصف واحد أو صفين متقابلين ويغني الشاعر المتواجد في منتصف أحد الصفين قصديته المغناة والتي تشبه الهجيني يردد الصفين بالتناوب (الرداده). البيت المتفق عليه سلفاً بالتدرج بين كل بيت شعر يلقيه الشاعر وغالباً هو البيت التالي:
القصائد تتنوع من المدح والفخر إلى الذكر وحمدالله والفرحة والغزل. تؤدى بأسلوب قصصي هو جوهر ما تم الاجتماع عليه كموضع قصصي سردي لمعركة ما أو وصف لديار أو هجاء أو مدح من أشهر مطلع القصائد في الأردن
أحيانا يتواجد الحاشي أو المحوشي أمام الصف أو بين الصفين ويقوم برقصة المحوشي «المحوشاه» بين الصفين.
حركة الدحيه تأتي في آخر القصيدة ويستعمل التصفيق كلون إيقاعي، الدحية تتميز بالحماس في أدائه الحركي ويتطلب للمشارك فيه أن يوفق بين أدائه الحركي والتنفسي حتى يتمكن من مجاراة باقي المشاركين. ويسمى شاعر الدحية بالبداع وقصيدة الدحية تعرف لدى الآخرين بالبدعة.

## لائحة التراث العالمي
عام 2018 سجلت منظمة اليونسكو الدحية كما تسمى في الأردن على القائمة التمثيلية للتراث الثقافي غير المادي للبشرية، خلال الاجتماع السنوي للجنة صون التراث الثقافي غير المادي المنعقد في بورت لويس في جزر موريشيوس.